# Dead Again (filme)
Dead Again (bra: Voltar a Morrer; prt: Viver de Novo) é um filme estadunidensede 1991 dos gêneros drama e suspense, dirigido por Kenneth Branagh — seu segundo filme na direção, após Henrique V.
O filme foi indicado ao Urso de Ouro no Festival de Berlim, e a trilha sonora, de Patrick Doyle, ao Globo de Ouro.

## Sinopse
O detetive Mike Church (Kenneth Branagh) investiga o caso de Grace (Emma Thompson), mulher que sofre de amnésia e acorda com terríveis pesadelos. Os dois resolvem procurar o hipnotizador Franklyn Madson (Derek Jacobi), que conclui ser ela a reencarnação de Margaret Strauss, famosa pianista assassinada pelo marido nos anos 1940.

## Elenco
- Kenneth Branagh ...... Mike Church / Roman Strauss
- Emma Thompson ...... Grace / Margaret Strauss
- Derek Jacobi ...... Franklyn Madson
- Andy Garcia ...... Gray Baker
- Robin Williams ...... Doutor Cozy Carlisle
- Christine Ebersole ...... Lydia Larsen
- Wayne Knight ...... 'Piccolo' Pete Dugan
- Jo Anderson ...... Irmã Madeleine/Starlet
- Lois Hall ...... Irmã Constance